# Domingo Elizondo
Domingo Elizondo (hacia 1710-1 de junio de 1783, Madrid) fue un militar  español de origen navarro, cuyo campo de acción fue la Nueva España del siglo XVIII.

## Biografía
Probablemente originario del mismo lugar de su apellido (Elizondo), en el valle de Baztán, Navarra, donde debió nacer hacia 1709-10, porque en un escrito en el que solicita al Rey el empleo de mariscal de campo, fechado en Pamplona el 19.V.1781, dice tener «la avanzada edad de 71 años». 
Ingresó como cadete, con 19 años, en el Regimiento de Dragones de Sagunto, en el que desarrolló toda su carrera militar. Parece que no fue capitán hasta después de 1751. Ya antes había combatido distinguidamente en la reconquista de  Orán (1732), en las batallas de Camposanto (1743), Pianceza (1746) y Tidone (1746), así como en la defensa de Velletri (1744), dentro de la Guerra de Sucesión Austriaca. Más adelante tomó parte en la campaña de  Portugal (1762). 
Posteriormente es enviado a Nueva España, donde fue uno de los responsables de la formación del ejército regular virreinal. Ya en 1766 era coronel del Regimiento de "Dragones de España", cuyo mando conservó hasta su muerte en Madrid, el 1 de junio de 1783. Es designado por el virrey  marqués de Croix comandante de las tropas de Sonora, donde estuvo bajo las órdenes de Juan de Pineda e incluso fue temporalmente gobernador de Sonora (1770). El visitador  José de Gálvez puso a su mando 1.100 hombres, entre ello 700 soldados profesionales de la llamada “Expedición Sonora” (1767-1771), como los de la 1.ª Compañía Franca de Voluntarios de Cataluña, al mando de Agustín Callís y que incluye al teniente Pedro Fages y al subteniente Pedro de Alberní, para someter a los indios pima y seri. De 1771 a 1774 ejerció de gobernador del puerto de Acapulco. El 9.IX.1774, Carlos III de España le concedió una licencia de dos años para España que fue prorrogándose. Ya en 1777 estaba en España porque formaba parte de la Real Sociedad Bascongada de Amigos del País. En carta que dirige al rey, de 19.V.1781, contaba que era el brigadier más antiguo del Cuerpo de Dragones, graduación que gozaba desde 1771; que su accidentada salud le imposibilita embarcarse y que, por ello, suplicaba su promoción a mariscal para continuar su carrera en Europa. Se trasladó a la Corte para apoyar sus pretensiones, pero murió sin conseguirlas.
Soltero, dejó por heredera a una prima llamada Bernarda de Garro (que no fue su esposa). Esta señora cobró todos sus «sueldos, raciones y otros goces vencidos», que importaron 27.924 reales, según la liquidación practicada el 19.IV.1784; pero, en 1789, el virrey  Revillagigedo reclama a Bernarda  unos centenares de pesos "por un error en los ajustes", que el rey le dispensó de devolver el 20.III.1790. Merced a esta señora conocemos los rasgos generales de la carrera de Domingo, que trazó someramente para justificar sus pretensiones. Entre ellos, destacaba que «mandó las tropas de la expedición de Sonora y sujetó a la dominiación de V.M. en 4 años que duró esta campaña a los indios seris, pimas y sububapas». Elizondo había compuesto un memorial (diario) que su prima remitió a la Corte junto a la carta referida, pero este no se halla en el expediente  de reclamación a que dio lugar la actuación de doña Bernarda, que es el que se conserva en  Simancas (AGS,GM,6959 fol. 282 y ss). Quizá dicho memorial se conserve en el mismo archivo, pero todavía no ha sido encontrado.